# Église orthodoxe bulgare (synode alternatif)
L'Église orthodoxe bulgare - Synode alternatif est une Église orthodoxe non canonique née en 1996 d'un schisme au sein de l'Église orthodoxe de Bulgarie.
Le primat actuel est Boris, métropolite alternatif de Plovdiv (depuis 2005).

## Histoire
- 1989 Au début de la chute du régime communiste, plusieurs métropolites (Pimène de Nevrokop, Kalinik de Vraca et Pancrace de Stara Zagora) expriment leur opposition au maintien dans le Saint Synode de l'Église orthodoxe de Bulgarie de hiérarques trop liés, selon eux, aux oligarques de la nomenklatura bulgare.
- 1992 Pimène demande la déposition du patriarche Maxime de Sofia, mais c'est lui qui est déposé par le Saint Synode.
- 1996 Pimène se proclame patriarche alternatif.
- 1999 Décès de Pimène.

## Organisation
L'Église compte trois métropoles :
- Métropole de Sofia
- Métropole de Plovdiv
- Métropole de Gotse Deltchev

## Liste des primats
- Pimène, patriarche de Bulgarie (1996-1999)
- Innocent, métropolite de Sofia (1999-2005)
- Boris, métropolite de Plovdiv (depuis 2005)

## Relations avec les autres Églises
L'Église est en communion avec l'Église orthodoxe d'Ukraine (Patriarcat de Kiev) ainsi qu'avec l'Église orthodoxe en Italie.